# لوري ماكباين
لوري ماكباين (بالإنجليزية: Laurie McBain)‏ (15 أكتوبر 1949، ريفرسايد في الولايات المتحدة)؛ كاتِبة وروائية أمريكية.